# اتو یونیون

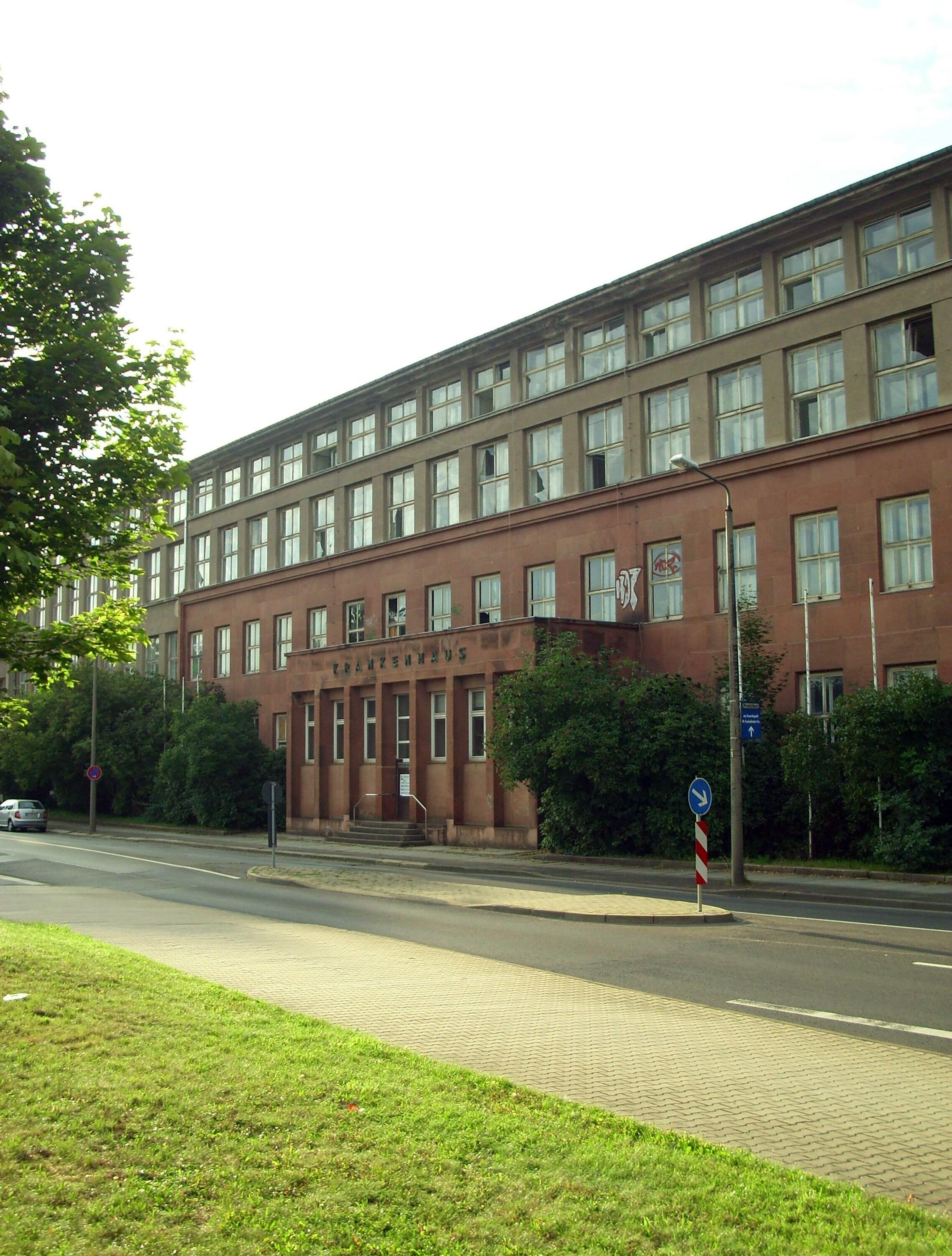
کارخانه مرکزی اتو یونیون در کمنیتس

اتو یونیون، (به آلمانی: Auto Union) شرکت خودروسازی آلمانی بود، که در سال ۱۹۳۲ با ادغام چهار خودروساز بزرگ آلمانی بنام‌های هورش، دی‌کی‌دبلیو، ان‌اس‌یو و واندرر در شهر کمنیتس، زاکسن تأسیس شد.
شرکت اتو یونیون در سال ۱۹۶۹ در پی تشکیل شرکت خودروسازی آئودی منحل گردید. آئودی هم‌اکنون به‌عنوان یکی از شرکت‌های تابعه گروه فولکس‌واگن به‌شمار می‌آید.